# Обыденное познание
Обыденное познание — вид познания, базирующийся на повседневной деятельности, бытовой сфере жизни человека. Характеризуется практичностью, конкретностью, синкретичностью и отсутствием систематизации. Обыденное познание не требует специальной подготовки или обучения. Оно опирается как на личный опыт, так и на опыт других людей и предшествующих поколений, усвоенный в процессе социализации.
Основная функция обыденного познания — это ориентирование в реальной действительности. Нередко оно носит оценочный характер, отделяя хорошее от плохого, красивое от некрасивого.
Ключевым (рациональным) элементом обыденного познания является здравый смысл. Однако помимо него в обыденном познании присутствует иррациональный, интуитивный компонент.
Обыденное познание часто противопоставляется научному, предшествует ему и корректируется им. В сравнении с обыденным научное познание является специализированным, профессиональным и теоретичным. Как таковое обыденное познание не стремится к истине, однако претендует на понимание воспринимаемых событий.
В истории философии обыденное познание отождествлялось с доксой (мнением), здравым смыслом, рассудком и жизненным миром.